# Vincent Sheean
James Vincent Sheean (* 5. Dezember 1899 in Pana, Illinois; † 16. März 1975 in Arolo, Italien) war ein US-amerikanischer Journalist und Autor. Als Auslandskorrespondent berichtete er zum Beispiel über den Marsch der Faschisten auf Rom, den Krieg der Rif-Berber in Marokko, den Pazifikkrieg und das Attentat auf Gandhi.

## Leben

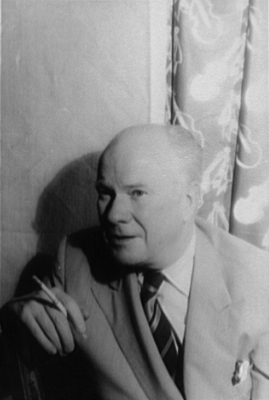
Vincent Sheean, 1958 (Foto Carl Van Vechten)

Vincent Sheean wurde 1899 als Sohn von William Sheean und Susan MacDerrnot in einer Kleinstadt im Mittleren Westen der USA geboren. Er lernte Deutsch, Italienisch und Französisch und schrieb sich im Alter von 17 Jahren an der Universität von Chicago ein. Dreieinhalb Jahre später zwang ihn der Tod seiner Mutter sein Studium abzubrechen. Seine erste Anstellung bei den Chicago Daily News als Journalist dauerte nur einige Wochen. Darauf zog Sheean nach New York und arbeitete für die Boulevardzeitung Daily News.
Im Frühling 1922 reiste er auf eigene Kosten nach Paris. Im Herbst des Jahres besuchte er Italien, um über die dort aufkommenden Faschisten, Mussolini und dessen Marsch auf Rom zu berichten.
Zurück in Paris wurde Sheean 1923 Assistent des Pariser Büros der Chicago Tribune und befreundete sich mit Ernest Hemingway. 1925 wechselte er zur North American Newspaper Alliance. Im Januar 1925 wagte Sheean sich als einer der ersten Journalisten durch die Frontlinie, um den Rebellen Abd el-Krim in Marokko zu interviewen. Seine Erlebnisse verarbeitete er in seinem ersten Buch An American Among the Riffi. Ferner berichtete er in dieser Zeit aus der Schweiz, aus dem Rheinland, aus Madrid und aus London.
Sheean war zu dieser Zeit oft an den Orten des aktuellen Weltgeschehens. In China traf er Madam Sun Yatsen zu Beginn der chinesischen Revolution. In Russland berichtete er voll Sympathie über den sich ausbreitenden Bolschewismus. Im August 1929 wurde er Zeuge der Auseinandersetzungen zwischen Arabern und Juden in Jerusalem und 1936 der deutschen Wiederbesetzung des Rheinlandes. Nachdem Sheean die Chicago Tribune verlassen hatte, schrieb er als freischaffender Journalist für Zeitungen wie The Atlantic Monthly, Harper’s, Woman's Home Companion, Collier’s, The Century Magazine, Saturday Evening Post, Commonweal, The New Republic und The Times.
1935 veröffentlichte Sheean seine Erlebnisse der ersten 15 Jahren als Journalist in seinem Buch Personal History. Das Buch wurde ein großer Erfolg. Im gleichen Jahr heiratete Sheean Diana Forbes-Robertson, die Tochter des bekannten britischen Schauspielers Johnston Forbes-Robertson. Diana begleitete Sheean bei einigen seiner Auslandsaufträge. Später schrieben die beiden zusammen Bücher. Die Kriegsschauplätze im spanischen Bürgerkrieg besuchte Sheean an der Seite von Ernest Hemingway und Robert Capa. 1938 war Sheean beim deutschen Einmarsch in das Sudetenland dabei. 1939 übersetzte Sheean Ève Curies Biografie Marie Curie ins Englische.
Mit Beginn der deutschen Luftangriffe auf London vermittelten die Sheeans englische Kinder an Ausweichfamilien in den USA. Schließlich brachte Sheean seine Frau nach New York in Sicherheit. Er kehrte aber bald nach England zurück, um für die Saturday Evening Post zu berichten. Daneben unterrichtete er englische Schulkinder in amerikanischer Geschichte. 1942 wurde Sheean eingezogen und kam als Lieutenant Colonel zum Geheimdienst des Army Air Corps. Er nahm an der Afrika-Kampagne teil und kam zu den Kriegsschauplätzen in Sizilien und Italien und schließlich in Indien und China. Nach seiner Deaktivierung kehrte er Ende 1944 als Kriegsberichterstatter in General Pattons dritter Armee nach Europa zurück.
1946 Jahr erfolgte die Scheidung von Diana. Die Trennung verarbeitete Sheean in seinem Buch This House Against This House. Drei Jahre später heirateten sie erneut. Das Paar hatte zwei Töchter, von denen eine Schauspielerin in London wurde.
Nach all den Erlebnissen der Gewalt und Unruhe vor und während des Zweiten Weltkrieges reiste Sheean 1947 nach Indien und wurde Schüler Gandhis. Am 30. Januar wurde er Augenzeuge von dessen Ermordung in New Delhi. Seine Bewunderung wie auch seine Erschütterung ließen Sheean mehrere Bücher über Gandhi schreiben.
Sheean starb 1975 im Alter von 75 Jahren an Lungenkrebs in Arolo in Italien. 1983 erhielt Sheean posthum den Leland Stowe Journalism Award der University of Michigan. Seit 1941 war er gewähltes Mitglied der American Academy of Arts and Letters.

## Stil - Personal History
Sheean trat durch die literarische Qualität seiner Reportagen hervor. Er pflegte einen narrativen Schreibstil, mit dem er dem Leser auch seine persönlichen Eindrücke vermittelte, nach der tieferen Bedeutung der Ereignisse suchte und Engagement und Seriosität vereinte. Seine Auffassung von der journalistischen Arbeit beschrieb Sheean in seinem autobiografisch geprägten Buch Personal History, das 1935 in New York erschien. Es erreichte Platz vier der Bestsellerliste für Sachbücher. Die Zeitung The Nation bezeichnete Sheean in einer Rezension dieses Buches, als "einen Menschen mit außergewöhnlichem Geschmack und Sensibilität, der nach 15 Jahren turbulenter Erlebnisse in erster Linie an moralischen Werten interessiert ist". Die folgenden Bücher Not Peace But A Sword, Between the Thunder and the Sun und This House Against This House sollten ursprünglich die Titel Personal History II bis IV tragen. "Er gab nie vor, ein unparteiischer Beobachter zu sein und war für seine leidenschaftliche Verachtung für soziale Ungerichtigkeiten bekannt."
Der Filmproduzent Walter Wanger kaufte 1935 die Filmrechte an Sheeans Biografie für 10.000 US-Dollar. Um mit den politischen Ereignissen Schritt zu halten, musste das Drehbuch mehrfach umgeschrieben werden. Nach 5 Jahren und 16 Autoren war das Script so, wie Wanger es sich vorstellte. Schließlich wurde die Geschichte 1940 in Alfred Hitchcocks Film Foreign Correspondent (Deutsche Fassung 1961: Der Auslandskorrespondent) umgesetzt. Von Sheeans Roman blieben die Anfangsszenen in Holland und das Thema des freien Journalisten übrig.

## Bücher
- 1926: An American Among the Riffi. The Century, New York und London.
- 1927: The Anatomy of Virtue. The Century, New York und London.
- 1927: The New Persia. The Century, New York und London.
- 1930: Gog and Magog. Harcourt, Brace and Company, New York.
- 1933: The Tide (Novelle), Doubleday, Doran and Co., Inc., New York.
- 1935: Personal History (autobiografisch) auch unter dem Titel In Search of History. London.
- 1936: Sanfelice. A Novel., Doubleday, Doran and Co., Inc., New York. Deutsche Ausgabe unter dem Titel Sanfelice 1954.
- 1937: The Pieces of a Fan., Doubleday, Doran and Co., Inc., New York.
- 1938: Bird of the Wilderness (Novelle)
- 1938: A Day of Battle., Novelle zur Schlacht bei Fontenoy 1745.
- 1939: Not Peace But a Sword, Fortsetzung Nr. 1 von Personal History. Sheeans Beobachtungen in Prag, Wien, Madrid, London, Paris, Berlin im Jahr 1938. Unter dem Titel The eleventh hour. H. Hamilton, London.
- 1941: Bird of the Wilderness. Random House, New York. (Novelle)
- 1941: War Letters from Britain. G.P. Putnam's Sons, New York.
- 1943: Between the Thunder and the Sun Fortsetzung Nr. 2 von Personal History (autobiografisch)
- 1946: This House Against This House Fortsetzung Nr. 3 von Personal History (autobiografisch)
- 1947: A Certain Rich Man. Random House, New York.
- 1949: Lead, Kindly Light, Random House, New York. (über Gandhi)
- 1950: Mahatma Gandhi oder Der Weg zum Frieden, Knopf, New York.
- 1951: The Indigo Bunting: a memoir of Edna St. Vincent Millay., Harper, New York. Biografie über Edna St. Vincent Millay.
- 1952: Rage of the Soul. Random House, New York.
- 1953: Thomas Jefferson, Father of Democracy, Random House, New York. Biografie des amerikanischen Präsidenten Thomas Jefferson.
- 1954: Lily. Random House, New York.
- 1955: Live For Today (Originaltitel: Lily)
- 1956: First and Last Love. Random House, New York.
- 1956: The Amazing Oscar Hammerstein I. The life and exploits of an impresario., Simon and Schuster, New York.
- 1958: Orpheus at Eighty., Random House, New York. Biografie zu Giuseppe Verdi. Random House, New York.
- 1959: Nehru: The Years of Power. Über den ersten indischem Ministerpräsidenten Jawaharlal Nehru. Random House, New York.
- 1962: Mahatma Gandhi: A Great Life in Brief. Knopf, New York.
- 1963: Dorothy and Red, Harper, New York. Über Sheeans Freunde Dorothy Thompson (1893–1961) und Sinclair Lewis (1885–1951). Deutsche Ausgabe: Die Geschichte von Dorothy Thompson und Sinclair Lewis. Droemer, München und Zürich 1964.
- 1965: Beware of Caesar. Random House, New York. Mit biografischen Aufsätzen zu Nero, Seneca u. a.
- 1966: King Faisal's First Year.
- 1975: Faisal: The King and His Kingdom (über Faisal ibn Abd al-Aziz (1964–1975), König von Saudi-Arabien)

## Übersetzungen
- 1935: A surgeon's China. von Albert Gervais. Aus dem Französischen ins Englische.
- 1938: Madam Curie - A Biography by Eve Curie Biografie der Marie Curie. Aus dem Französischen ins Englische.

## Sonstige
- 1940: An international incident; a play in three acts. Theaterstück, erste Aufführung am Ethel Barrymore Theatre, 2. April 1940.